# Kościół św. Mikołaja w Mańkach
Kościół św. Mikołaja w Mańkach – rzymskokatolicki kościół filialny zlokalizowany we wsi Mańki w powiecie olsztyńskim (województwo warmińsko-mazurskie). Należy do parafii Niepokalanego Poczęcia Najświętszej Maryi Panny w Biesalu.

## Historia i architektura

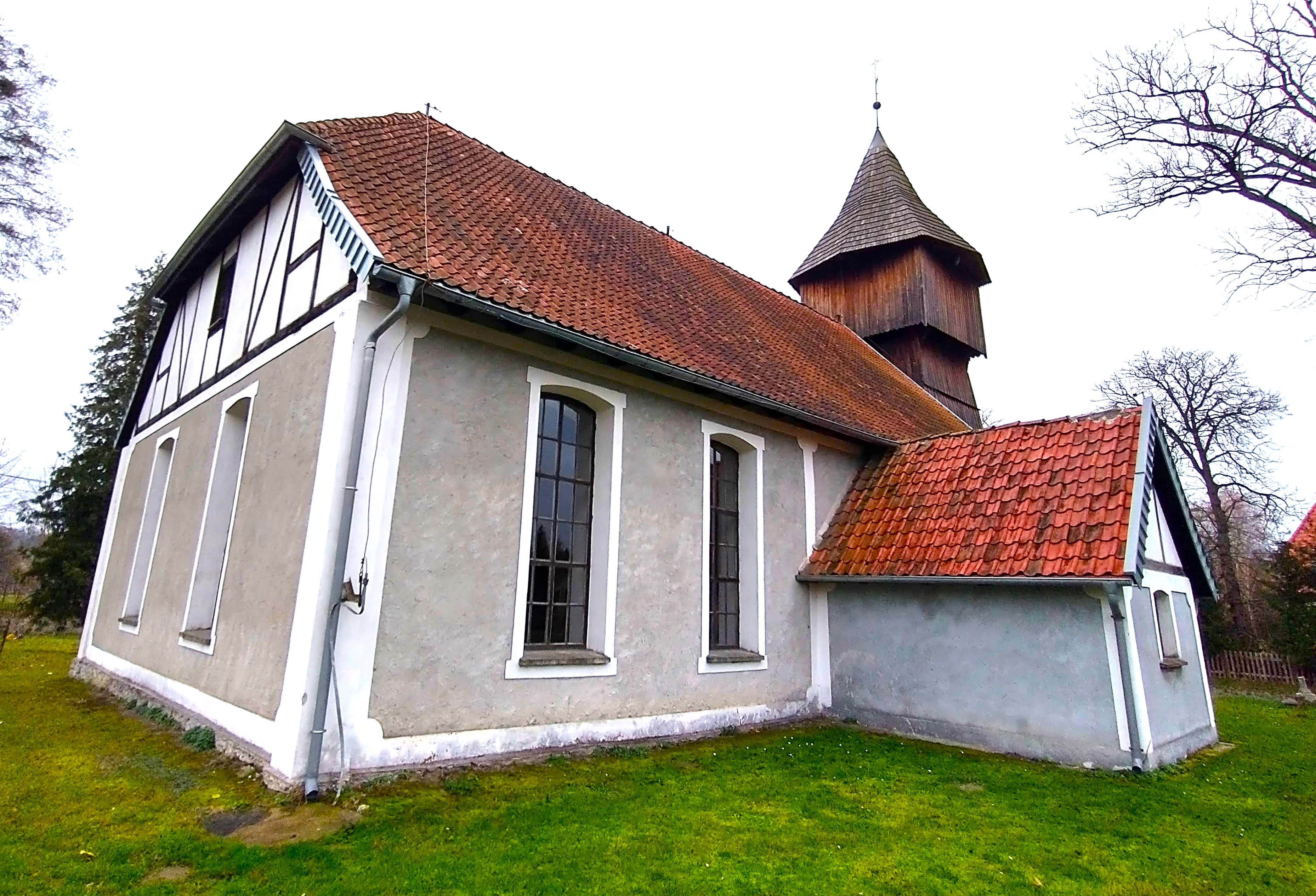
Widok od prezbiterium

Pierwszy kościół we wsi powstał na przełomie XIV i XV wieku (prawdopodobnie z niego pochodzi zachowana granitowa kropielnica). Obecny obiekt wzniesiono jako ewangelicki w 1685. Został rozbudowany i konsekrowany w 1770 (ze starego kościoła pozostała drewniana wieża zbudowana przez cieślę Hansa Weicherta) i odremontowany w 1992. Obecnie należy do katolików i jest filią parafii z Biesala.
W związku z wyjazdem rodzin mazurskich wyznania ewangelickiego po II wojnie światowej do Niemiec świątynię zamknięto. Od 1974 do 1978 odbywały się tu nabożeństwa w prawosławne. W 1992 z inicjatywy proboszcza J. Misiaka z Sząbruka obiekt wyremontowali górale z Podhala i objęli wyznawcy katolicyzmu.
Wyposażenie wnętrza pochodzi głównie z XVIII wieku. Ołtarz kazalny z amboną wykonano w 1780 – po 1945 elementy te zostały rozdzielone. Granitowa kropielnica jest z przełomu XIV i XV wieku. Zachowały się też organy, malowidła na suficie oraz chór z inskrypcjami upamiętniającymi parafian poległych w czasie I wojny światowej umieszczonymi na balustradzie.
Wieża ma konstrukcję szkieletową i jest oszalowana deskami oraz listwami z zewnątrz. Wierna kopia wieży znajduje się w Muzeum Budownictwa Ludowego w Olsztynku.
Przez wiele lat miejscowym pastorem był Józef Kułak (zm. 1987), pochowany na przykościelnym cmentarzu. Na nekropolii tej znajdują się również groby starych mazurskich rodów oraz polskich osadników przybyłych w ten rejon po 1945.